# Kenneth Eriksson (matematiker)
Kenneth Eriksson, född 1952, är en svensk professor i matematik vid Högskolan Väst sedan 2002. Han avlade sin doktorsexamen med titeln Improved convergence by mesh refinement in the finite element method vid Göteborgs universitet 1981. Hans forskning är inriktad mot utveckling och analys av effektiv och tillförlitlig adaptiv beräkningsmetodik baserad på finit elementteknik. Resultaten tillämpas bland annat inom verkstadsindustrin.